# Marie François Rouyer

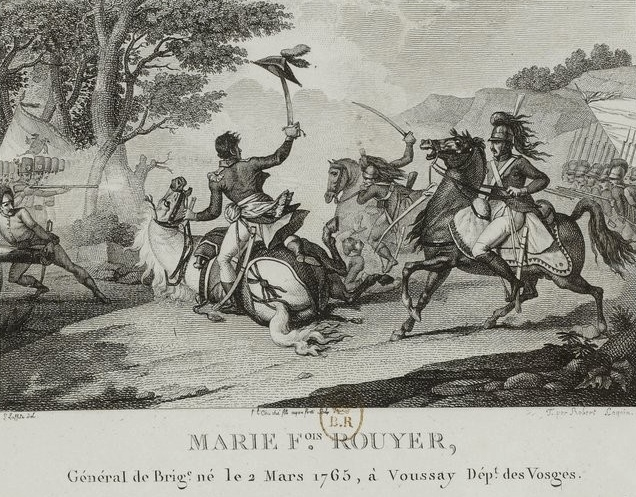
Marie François Rouyer (links) in der Schlacht bei Fleurus

Marie François Rouyer (* 2. März 1765 in Vouxey, Lothringen; † 10. August 1824 in Barville) war ein französischer Général de division der Infanterie.

## Leben
Am 15. August 1783 trat er als Kadett in Deutsche Dienste, wurde am 16. Februar 1786 Leutnant im Regiment Toskana Dragoner und am 12. Oktober 1787 zum Oberleutnant befördert. Von 1784 bis 1789 kämpfte er in den Türkenkriegen.
Bei Kriegsausbruch zwischen Österreich und Frankreich 1791 kehrte er in seine Heimat zurück und trat am 15. September 1791 als Capitaine in das 12erégiment d’infanterie de ligne ein. 1792 und 1793 diente er in der Armée du Nord und in Belgien. Am 15. Dezember 1793 wurde er zum Generalstab versetzt und übernahm die Funktion eines Gehilfen de Generaladjutanten. Am 12. April 1794 wurde er zum Chef de brigade befördert. Ende 1793 der Armée des Ardennes zugeteilt, wurde er am 2. Juli 1794 zur Armée de Sambre-et-Meuse versetzt, wo er sich in der Schlacht bei Fleurus durch die Gefangennahme eines holländischen Regiments auszeichnen konnte.
Im Zuge der Reformierung wurde Rouyer am 26. Februar 1797 aus dem Dienst entlassen, jedoch am 3. Juli 1798 wieder eingestellt und der Mainzarmee zugeteilt. Am 30. Juli 1799 wurde er zum Général de brigade befördert und übernahm ein Kommando in der Observationsarmee. Zur Armée du Rhin versetzt nahm er an den Feldzügen der Jahre 1799 und 1801 teil. Am 23. September 1801 wurde er deaktiviert und am 27. April 1802 aktiviert und zur 10. Division kommandiert. Am 2. August 1802 wurde Rouyer zur 2. Division versetzt. Am 11. Dezember 1803 erfolgte die Ernennung zum Ritter der Ehrenlegion und am 13. Dezember die Versetzung zur Division von Général Dupont im Camp de Montreuil
Am 14. Juni 1804 erfolgte die Ernennung zum Commandeur der Ehrenlegion.
1805 bis 1807 nahm Rouyer an den Feldzügen in Österreich, in Preußen und Polen teil. Er kommandierte die 1. Brigade der 1. Infanteriedivision im 6. Korps der Grande Armée. Am 30. August 1805 konnte er sich in Schlacht bei Haslach-Jungingen, ebenso in der Schlacht bei Austerlitz am 2. Dezember, wo er sich den Rang eines Général de division verdiente, zu dem er am 24. Dezember 1805 befördert wurde. Am 15. März 1808 wurde er zum Baron des Empire ernannt. Am 25. März 1808 stieß Rouyer zum 2. Observationskorps der Gironde und übernahm am 4. Mai das Kommando über eine Division aus Schweizer und spanischen Regimentern. Am 22. Juli 1808 geriet er nach dem Schlacht bei Bailén in Kriegsgefangenschaft, nachdem er sich geweigert hatte, zu kapitulieren. Am 21. September nach Frankreich zurückgekehrt, wurde er am 9. Oktober 1808 beurlaubt.
Wieder im Dienst übernahm er am 15. März 1809 eine Division des 4. Korps der Rheinarmee, dann wechselte er am 17. April zum 8. Koprs und am 17. Juli zum 7. Korps, mit dem er im fünften Koalitionskrieg, wo Rouyer an den Kämpfen gegen die Aufständischen in Tirol beteiligt war.
Am 9. Januar 1810 wechselte er zur Armee nach Katalonien und wurde am 13. Mai 1812 beurlaubt. Am 23. Juli 1813 wurde er zur Disposition des Vizekönigs von Italien gestellt und übernahm das Kommando der 1. Infanteriedivision im Korps von Général Verdier. Diesen Posten hatte Rouyer bis zum 20. Juni 1814 inne.
Während der Ersten Restauration wurde ihm am 10. August 1814 der Orden eines Chevalier des Ordre royal et militaire de Saint-Louis verliehen. Während der Herrschaft der Hundert Tage übernahm Rouyer das 9. Bataillon der „Gardes nationales d’élites“, die die Reservedivision der Moselarmee bildeten.
Nach der Entlassung der Napoleonischen Armee am 25. Juli 1815 wurde er am 4. September 1815 endgültig in den Ruhestand versetzt.
Am 10. August 1824 starb General Marie François Rouyer in Barville und fand seine letzte Ruhestätte auf dem Pariser Friedhof Père-Lachaise (19. Division).

## Ehrungen
- 14. Juli 1804 Commandeur der Ehrenlegion[1]
- 18. März 1809 Baron de l’Empire[1]
- Chevalier de l’ordre royal et militaire de Saint-Louis[2]
- Chevalier de l’ordre de la couronne de fer[1]
- Sein Name findet sich am nördlichen Pfeiler (Spalte 1) des Triumphbogens in Paris (Place Charles-de-Gaulle)